# Saria (île)
Pour les articles homonymes, voir Saria.
Saría (en grec moderne : Σαρία) est une île grecque située dans le sud de la mer Égée à une centaine de mètres au nord de Kárpathos à laquelle elle est rattachée. Administrativement, elle dépend, avec quelques îlots, de la communauté d'Olymbos et fait partie du nome du Dodécanèse.

## Géographie
Saría est une île volcanique de huit kilomètres de longueur par quatre kilomètres et demi de largeur maximale pour une surface de 21,1 km2. Elle est séparée de Kárpathos par un étroit détroit de cent mètres.

## Histoire
Saría possède les ruines de l'antique cité de Nisiros.